# John Clayton Allen

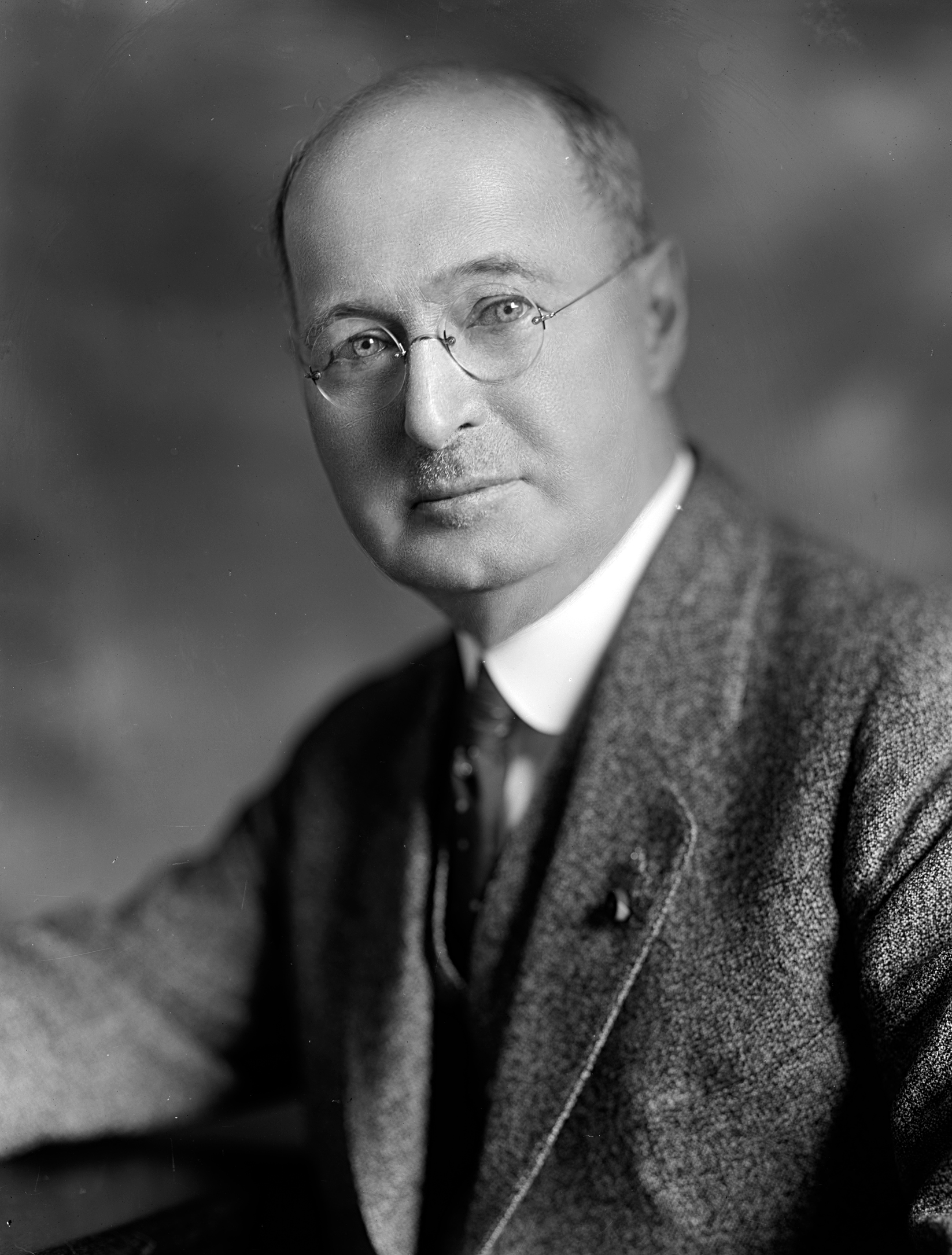
John Clayton Allen

John Clayton Allen (* 14. Februar 1860 in Hinesburg, Vermont; † 12. Januar 1939 in Monmouth, Illinois) war ein US-amerikanischer Politiker. Zwischen 1925 und 1933 vertrat er den Bundesstaat Illinois im US-Repräsentantenhaus.

## Werdegang
John Allen besuchte die öffentlichen Schulen seiner Heimat und die Beeman Academy in New Haven. Im Jahr 1881 zog er zunächst nach Lincoln und dann im Jahr 1886 nach McCook in Nebraska. In beiden Städten arbeitete er im Handel. Gleichzeitig schlug er als Mitglied der Republikanischen Partei eine politische Laufbahn ein. Zwischen 1887 und 1889 gehörte Allen dem Gemeinderat von McCook an; im Jahr 1890 wurde er Bürgermeister dieser Gemeinde. Von 1891 bis 1895 war er als Secretary of State der geschäftsführende Beamte der Staatsregierung von Nebraska. Im Jahr 1896 zog er nach Monmouth in Illinois, wo er Präsident seines eigenen Warenhauses wurde. Außerdem leitete er die dortige People’s National Bank of Monmouth. Zwischen 1917 und 1927 war er Vorstandsmitglied der State Normal School.
Bei den Kongresswahlen des Jahres 1924 wurde Allen im 14. Wahlbezirk von Illinois in das US-Repräsentantenhaus in Washington, D.C. gewählt, wo er am 4. März 1925 die Nachfolge des zwischenzeitlich zurückgetretenen William J. Graham antrat. Nach drei Wiederwahlen konnte er bis zum 3. März 1933 vier Legislaturperioden im Kongress absolvieren. Diese waren seit 1929 von den Ereignissen der Weltwirtschaftskrise geprägt.
1932 wurde John Allen nicht wiedergewählt. Zwei Jahre später scheiterte eine erneute Kongresskandidatur. Nach dem Ende seiner Zeit im US-Repräsentantenhaus nahm Allen seine früheren Tätigkeiten in Monmouth wieder auf. Dort ist er am 12. Januar 1939 auch verstorben.